# Кэпитал-Сити Гоу-Гоу
Кэпитал-Сити Гоу-Гоу (англ. Capital City Go-Go) — американский профессиональный баскетбольный клуб, выступающий в Восточном дивизионе Восточной конференции Джи-Лиги НБА. Команда была основана в 2018 году и базируется в городе Вашингтон. Является фарм-клубом команды Национальной баскетбольной ассоциации «Вашингтон Уизардс». Домашние игры проводит на стадионе «Интертейнмент-энд-Спортс Арена».

## История
В декабре 2017 года «Вашингтон Уизардс» объявили объявили о создании фарм-клуба под названием «Кэпитал-Сити Гоу-Гоу» и представили его логотип. Название команды отсылает к поджанру фанка гоу-гоу, который возник в Вашингтоне в середине 1960-х — конце 1970-х годов. 7 августа 2018 года «Уизардс» назначили Попса Менса-Бонсу генеральным менеджером команды, а Джарелла Кристиана — главным тренером. После дебютного сезона, в котором «Кэпитал-Сити» занял второе место в Юго-Восточном дивизионе, Кристиан присоединился к основной команде в качестве помощника тренера и был заменён Райаном Ричманом. После прерванного из-за пандемии COVID-19 сезона 2019/20 Менса-Бонсу покинул клуб. «Гоу-Гоу» были одной из нескольких команд, которые отказались от участия в сокращённом сезоне 2020/21, в связи с чем игроки команды были отправлены «Уизардс» в аренду в «Эри Бэйхокс». Генеральным менеджером была назначена Эмбер Николс, которой было поручено работать с арендованными игроками. Она стала второй женщиной, занявшей эту должность в Джи-Лиге после Тори Миллер из «Колледж-Парк Скайхокс».
31 августа 2021 года новым тренером команды был назначен 25-летний Майк Уильямс. Под его руководством «Кэпитал-Сити» набрал лучший процент побед в своей истории (67,7%) и, заняв четвёртое место в конференции, впервые вышел в плей-офф, где дошёл до полуфинала и проиграл «Рэпторс 905» в овертайме. В следующем сезоне команда вновь дошла до полуфинала, где проиграла «Делавэр Блю Коатс». 21 сентября 2023 года Уильямса на тренерском посту сменил Коди Топперт. В первый год шефства «Гоу-Гоу» не смогли преодолеть первую стадию плей-офф, уступив «Лонг-Айленд Нетс».

## Статистика сезонов

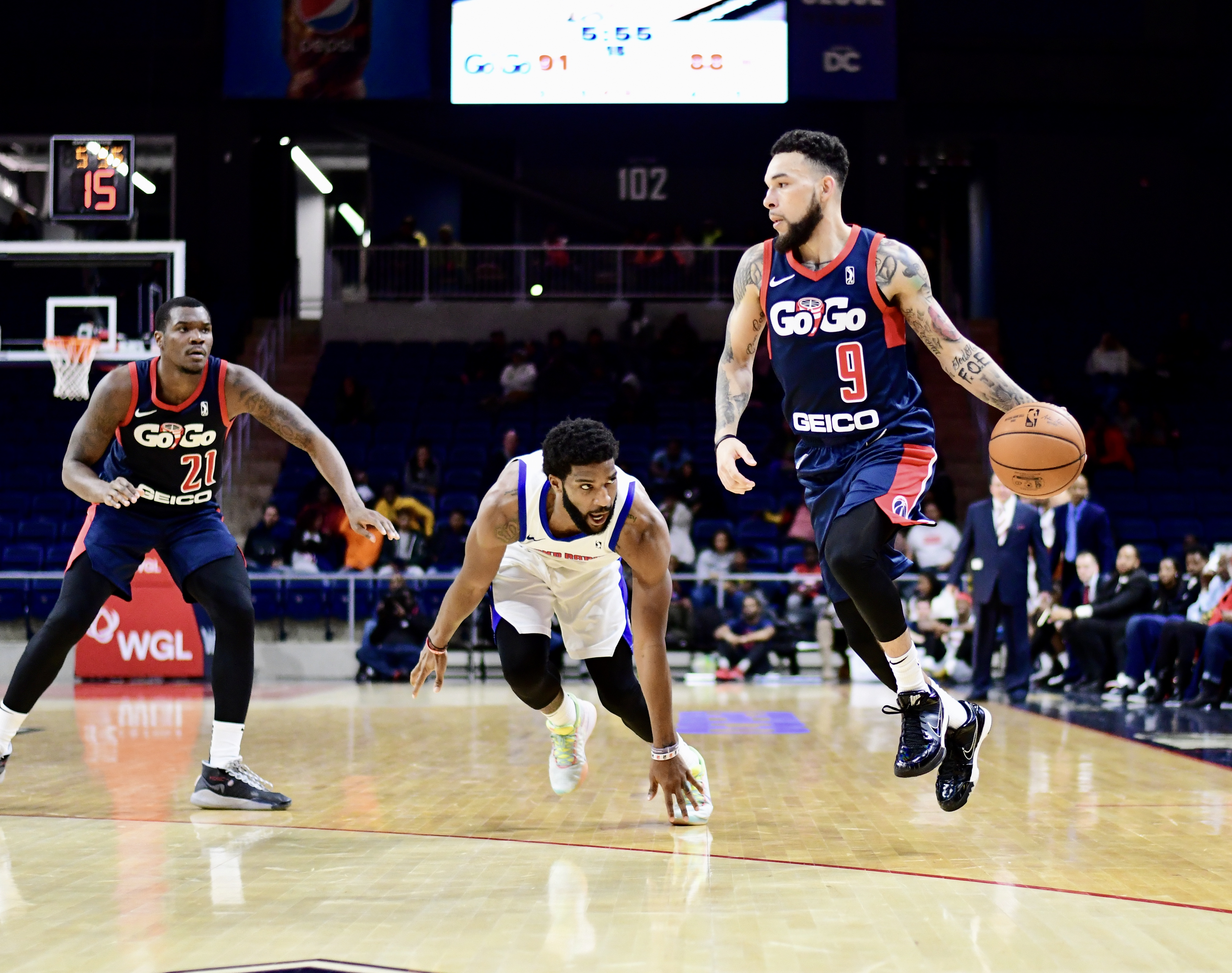
Крис Чиозза в составе «Кэпитал-Сити Гоу-Гоу» в 2019 году.

| Сезон                     | Дивизион                  | Конференция               | Регулярный сезон | Регулярный сезон | Регулярный сезон | Регулярный сезон | Плей-офф |
| Сезон                     | Дивизион                  | Конференция               | Место            | В                | П                | В%               | Плей-офф |
| ------------------------- | ------------------------- | ------------------------- | ---------------- | ---------------- | ---------------- | ---------------- | --- |
| Кэпитал-Сити Гоу-Гоу      |                           |                           |                  |                  |                  |                  | |
| 2018–19                   | Юго-Восточный             | Восточная                 | 2-е              | 25               | 25               | 50,0             | |
| 2019–20                   | Юго-Восточный             | Восточная                 | 2-е              | 22               | 21               | 51,2             | Сезон был прерван из-за пандемии COVID-19                                                                    |
| 2020–21                   | —                         | —                         | —                | —                | —                | —                | Команда отказалась участвовать в сезоне                                                                      |
| 2021–22                   | —                         | Восточная                 | 4-е              | 21               | 10               | 67,7             | Выигрыш полуфинала конференции (Колледж-Парк) 131-122 проигрыш финала конференции (Рэпторс 905) 126-131 (ОТ) |
| 2022–23                   | —                         | Восточная                 | 3-е              | 19               | 13               | 59,4             | Выигрыш полуфинала конференции (Форт-Уэйн) 101-87 проигрыш финала конференции (Делавэр) 99-104               |
| 2023–24                   | —                         | Восточная                 | 4-е              | 20               | 14               | 58,8             | Проигрыш полуфинала конференции (Лонг-Айленд) 118-120                                                        |
| 2024–25                   | —                         | Восточная                 |                  |                  |                  |                  | |
| Всего в регулярном сезоне | Всего в регулярном сезоне | Всего в регулярном сезоне | 107              | 83               | 56,3             |                  | |
| Всего в плей-офф          | Всего в плей-офф          | Всего в плей-офф          | 2                | 3                | 40,0             |                  | |

## Связь с клубами НБА

### Является фарм-клубом
- Вашингтон Уизардс (2018—н. в.)